# Витас, Урош
Урош Витас (серб. Урош Витас; род. 6 июля 1992 года, Ниш, Союзная Республика Югославия) — сербский футболист, защитник клуба «Раднички» (Ниш).

## Клубная карьера
Витас — воспитанник клубов «Рад». В 2010 года в матче против «Партизана» он дебютировал за команду в чемпионат Сербии. 6 октября 2013 года в матче против «Войводины» Урош забил свой первый гол.
В 2014 году Витас перешёл в бельгийский «Гент». 19 апреля в матче против «Васланд-Беверен» он дебютировал в Жюпилер лиге. В 2015 года Урош помог команде впервые в истории выиграть национальное первенство, а также Суперкубок.
В начале 2016 года для получения игровой практики Витас перешёл в «Мехелен». 5 февраля в матче против «Андерлехта» он дебютировал за новый клуб. 30 октября в поединке против своего бывшего клуба «Гент» Урош забил свой первый гол за «Мехелен».
14 февраля 2019 года подписал контракт с казахстанским клубом «Иртыш» .

## Международная карьера
В 2011 году Урош в составе юношеской национальной команды принял участие в юношеском чемпионат Европы в Румынии. На турнире он сыграл в матчах против команд Турции, Испании, Бельгии и дважды Чехии.

## Достижения
Командные
 «Гент»
- Чемпионат Бельгии по футболу — 2014/2015
- Обладатель Суперкубка Бельгии — 2015